# Вальс (фільм, 1969)
«Вальс» — радянський художній драматичний телефільм 1969 року, знятий на кіностудії «Мосфільм».

## Сюжет
Телефільм про те, як важкі дні блокади Ленінграда об'єднали мешканців комунальної квартири. 1941 рік. Підлітка Петю Фролова бере сусідська сім'я після загибелі його матері. Хлопчик йде працювати на завод, а коли знаходиться його молодший брат Вовка, Петя прагне замінити йому батька. Фільм буквально пронизаний вальсом Штрауса «Казки Віденського лісу».

## У ролях
- Андрій Никонов — Петя Фролов
- Ірина Варлей — Тоня, дочка Анни Борисівни і Сергія Аркадійовича (озвучувала Марія Виноградова)
- Аліса Фрейндліх — Маруся, домробітниця
- Ольга Гобзєва — Анна Борисівна
- Алла Мещерякова — Катерина Фролова
- Катерина Васильєва — Тамара
- Ігор Ясулович — Володя, сержант
- Микита Подгорний — Сергій Аркадійович
- Ігор Лєдогоров — Микола Петрович Фролов
- Ф. Бастунопулос — іноземець
- Віктор Філіппов — людина від Сергія Аркадійовича
- Микола Парфьонов — Федір Семенович, управдом
- Валентина Ананьїна — робітниця заводу
- Яків Ленц — старий-садівник

## Знімальна група
- Режисер-постановник — Віктор Титов
- Сценарист — Олена Каплінська
- Оператори-постановники — Ігор Гелейн, Валентин Захаров
- Композитор — Альфред Шнітке
- Художники-постановники — Галина Шабанова, Лев Семенов